# Femme primitive

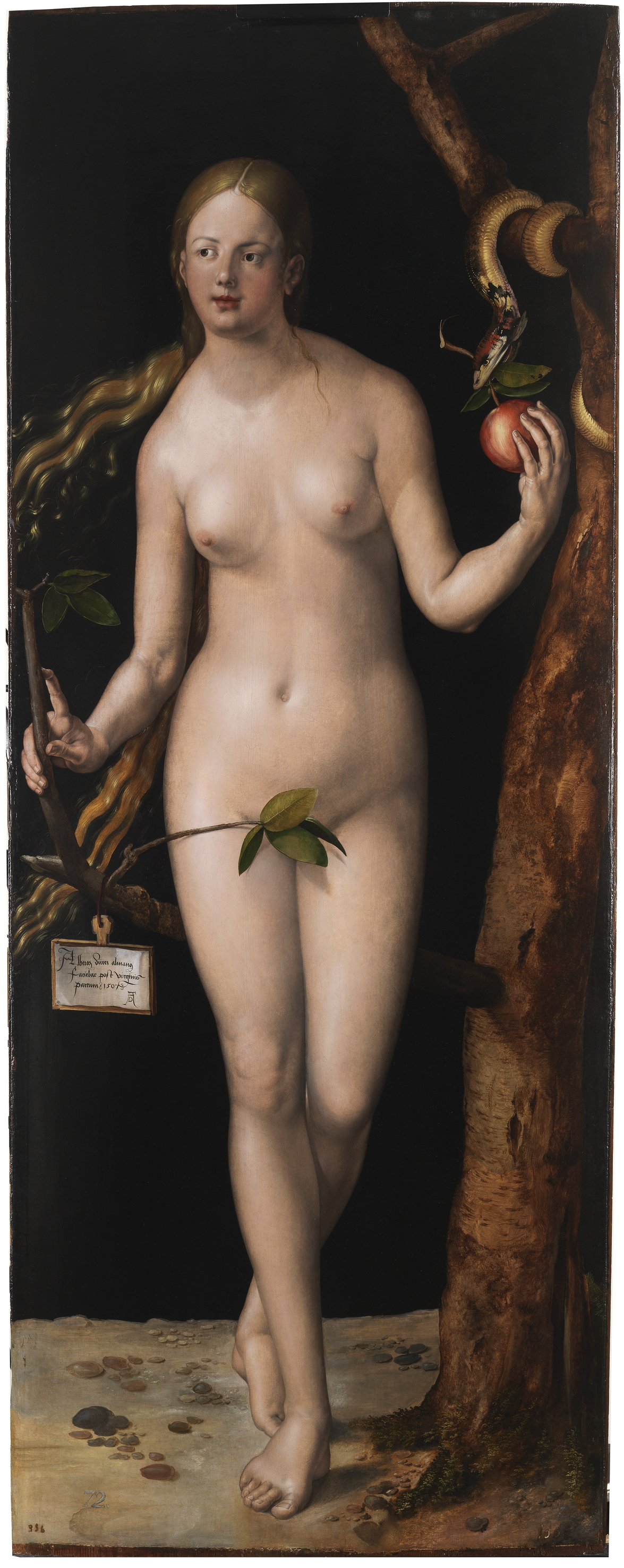
Le personnage biblique d'Ève est considéré comme une symbolisation de la femme primitive par les théoriciens de la psychologie analytique.

Le concept de femme primitive est assimilé par la psychologie analytique à un archétype, processus psychique émanant de l'inconscient collectif, plus précisément celui de l'anima, considéré comme correspondant à « la part féminine de l'homme ».
Représenté le plus souvent sous les figures d'Ève, de Vénus (pour ses formes dites « positives »), mais aussi de sirènes, ou de femmes fatales (pour ses formes dites « négatives »), ce concept constitue le premier niveau de l'anima, qui en comprend quatre. 
Cet archétype ne doit pas être confondu avec le concept de Femme sauvage créé par la psychanalyste Clarissa Pinkola Estés. 

## Les quatre stades de l'anima
Dans la plupart de ses ouvrages, dont L'homme la découverte de son âme, le psychiatre suisse Carl Gustav Jung affirme que les hommes et les femmes ne deviennent des « individus » à part entière, des êtres accomplis, qu'au terme d'un long travail d'introspection, qu'il appelle « processus d'individuation », au cours duquel leurs préoccupations évoluent du stade purement instinctif à un certain niveau de spiritualité.
Ce travail est semé d'épreuves, dans la mesure où il repose sur une différenciation entre les réalités de l'existence et les contenus (ou "complexes" ou encore "archétypes") provenant de l'inconscient et que l'on a tendance à projeter sur elles. Au premier rang de ces contenus figurent l'anima, « la part féminine de l'homme », et l'animus, « la part masculine de la femme ». Selon Jung, bon nombre d'expériences amoureuses échouent, faute de ce travail d'identification de ces deux figures.
En 1946, dans son livre Psychologie du transfert, Jung distingue quatre niveaux de l'anima:
- la "femme primitive", dont "Eve" est la représentation la plus connue : le niveau purement instinctuel ;
- la "femme d'action", ou "Hélène" (en référence au personnage du Faust de Goethe) : le niveau romantique et esthétique ; 
- la "femme de la sublimation", dont "la Vierge Marie" constitue la principale illustration : stade confinant à la dévotion spirituelle ; 
- la "femme sage", ou "Sagesse" : quatrième et ultime stade.

## Les caractéristiques de la femme primitive
Le stade de la femme primitive correspond au niveau de maturité psycho-affective le moins élevé et le plus fréquemment répandu car, selon Jung, rares sont les hommes, qui prennent en considération l'inconscient en tant qu'instance psychique, a fortiori le processus d'individuation, 
« L'anima du premier niveau se caractérise par ses comportements instinctifs. Il s'agit de figures féminines primitives qui peuvent s'apparenter à des figures collectives telles que : Ève, Vénus [...] L'homme est prisonnier de ses affects, possédé par ses sentiments et ses émotions sans aucun recul possible »